# The Blood That Moves the Body
The Blood That Moves the Body is een nummer van de Noorse band A-ha uit 1988. Het is de derde single van hun derde studioalbum Stay on These Roads.
"The Blood That Moves the Body" gaat over een verloren liefde. Coldplay-zanger Chris Martin, die bekendstaat als bewonderaar van A-ha, heeft het nummer als inspiratiebron aangehaald toen hij voor het eerst liedjes begon te schrijven. Het nummer flopte in A-ha's thuisland Noorwegen, maar werd in andere Europese landen wel een bescheiden hit. In de Nederlandse Top 40 bereikte het de 28e positie, en in de Vlaamse Radio 2 Top 30 de 16e.

## Tracklijst
7"-single
1. "The Blood That Moves the Body" (albumversie) - 4:06
2. "There's Never a Forever Thing" - 2:50

12"-single
1. "The Blood That Moves the Body" (extended) – 5:25
2. "The Blood That Moves the Body" (albumversie) – 4:06
3. "There's Never a Forever Thing" – 2:49

Cd-single
1. "The Blood That Moves the Body" – 4:07
2. "There's Never a Forever Thing" – 2:51
3. "The Blood That Moves the Body" (extended) – 5:25
4. "The Living Daylights" (James Bond-versie) – 4:11